# Alexander Cooley
Alexander Cooley (* 24. Juli 1972) ist ein US-amerikanischer Politikwissenschaftler mit dem Schwerpunkt Internationale Beziehungen. Er lehrt als Professor am Barnard College in New York City.

## Werdegang und Wirken
Cooley machte sein Bachelor-Examen 1994 am Swarthmore College und legte alle folgenden akademischen Abschlüsse im Fach Politikwissenschaft an der Columbia University ab: Master 1995, Master of Philosophy 1998, Ph.D. 1999. Nach zwei Jahren als Visiting Assistant Professor an der Johns Hopkins University kehrte er 2001 an die Columbia University bzw. das angeschlossene Barnard College zurück, wo er nacheinander Assistant Professor, Associate Professor und ab 2011 Full Professor war. Seit 2016 ist er am Barnard College  Claire Tow Professor of Political Science. Von 2015 bis 2021 war er zudem Direktor des Harriman Institute for the Study of Russia, Eurasia and East Europe an der Columbia University. Seit 2021 ist er außerdem als Academy Adjunct Faculty Member an der Queen Elizabeth II Academy of Leadership des britischen Chatham House tätig.
Cooley hat analysiert, wie externe Akteure (internationale Organisationen, multinationale Unternehmen, Nichtregierungsorganisationen und westliche Förderer der Korruption und "Strategischen Korruption") die Entwicklung, Regierungsführung und Souveränität der ehemaligen Sowjetstaaten beeinflussten. Sein Hauptinteresse galt dabei den Staaten Zentralasiens.

## Schriften

### Monographien
- Logics of hierarchy. The organization of empires, states, and military occupations. Cornell University Press, Ithaca 2005, ISBN 978-0-80144-386-2.
- Base politics. Democratic change and the U.S. military overseas. Cornell University Press, Ithaca 2008, ISBN 978-0-80144-605-4.
- mit Hendrik Spruyt: Contracting states. Sovereign transfers in international relations.Princeton University Press, Princeton 2009, ISBN 978-0-69113-723-0.
- Great games, local rules. The new great power contest in Central Asia. Oxford University Press, Oxford/New York 2012, ISBN 978-0-19992-9825.
- mit John Heathershaw: Dictators without borders. Power and money in Central Asia. Yale University Press, New Haven 2017, ISBN 978-0-30020-844-3.
- mit Daniel Nexon: Exit from hegemony. The unraveling of the American global order. Oxford University Press, New York 2020, ISBN 978-0-19091-647-3.
- mit Alexander Dukalskis: Dictating the Agenda: The Authoritarian Resurgence in World Politics. Oxford University Press, New York 2025, ISBN 978-0-19-777636-0.

### Texte in deutscher Übersetzung
- mit Daniel Nexon: Der Siegeszug des Illiberalismus. Wie die Demokratie ihren Feinden in die Hände spielt. In: Blätter für deutsche und internationale Politik, Heft 2/2022, S. 65–80, zuerst in Foreign Affairs, Heft 1/2-2022, übersetzt von Karl. D. Bredthauer.
- mit Daniel Nexon: Das Ende der liberalen Weltordnung. America First und der Multilateralismus autoritärer Mächte. In: Blätter für deutsche und internationale Politik, Heft 2/2025, S. 51–58, zuerst in Foreign Affairs, Heft 1/2-2025, übersetzt von Thomas Greven.